# Méduse (film)
Pour les articles homonymes, voir Méduse.
Pour plus de détails, voir Fiche technique et Distribution.
Méduse est un drame romantique français réalisé par Sophie Levy et sorti en 2022.

## Contexte
Il s'agit du premier long-métrage de la réalisatrice,,.
Le film est sélectionné dans 80 festivals et reçoit 45 prix.

## Synopsis
Romane et Clémence, deux sœurs, vivent ensemble dans la maison de leur grand-mère. Après un accident, Clémence est restée hémiplégique et privée de la parole. Lorsque Romane s'éprend de Guillaume, un pompier, celui-ci se persuade qu'il peut aider Clémence dans sa rééducation...

## Fiche technique
- Titre original : Méduse
- Réalisation : Sophie Levy
- Scénario : Sophie Levy
- Musique : Olivier Marguerit
- Photographie : Nicolas Desaintquentin
- Montage : Sanabel Cherqaoui et Sophie Levy
- Décors : Ferchouli Anthony et Cédric Bouet
- Costumes : Bonana Van Mil
- Production : Franck Annese
  - Coproducteur : Brieux Férot
- Sociétés de production : Allso
- Société de distribution : Wayna Pitch
- Pays de production :  France
- Langue originale : français
- Format : couleur — 2,35:1
- Genre : Drame romantique
- Durée : 86 minutes
- Dates de sortie :
  - Allemagne : 29 janvier 2022 (Landsberg am Lech)
  - France : 26 octobre 2022

## Distribution
- Roxane Mesquida[6] : Romane
- Arnaud Valois : Guillaume
- Anamaria Vartolomei : Clémence
- Léo Dussollier : le médecin
- Pierre Nisse : Léonard
- Maxime Gleizes : Yvan
- Amanda Rubinstein : Amanda